# Vareš
Vareš (en cyrillique : Вареш) est une ville et une municipalité de Bosnie-Herzégovine située dans le canton de Zenica-Doboj et dans la fédération de Bosnie-et-Herzégovine. Selon les premiers résultats du recensement bosnien de 2013, la ville intra muros compte 3 117 habitants et la municipalité 9 556.

## Géographie
Vareš est située dans une région montagneuse, à 45 km de Sarajevo, dans la vallée de la rivière Stavnja, un affluent droit de la Bosna. Elle est entourée par les monts Kapija, Stijene, Zvijezda et Perun. 

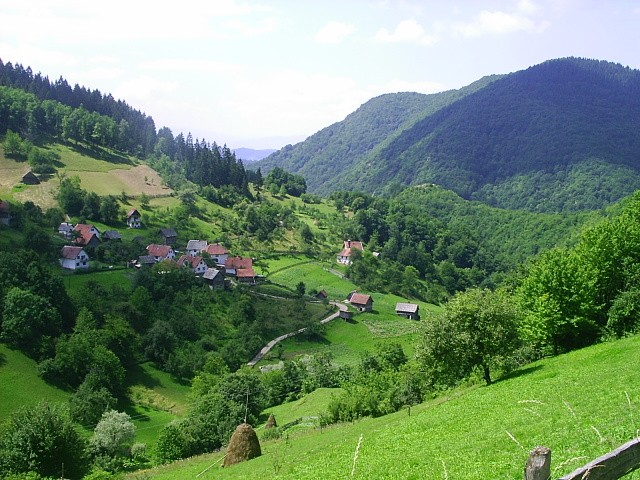
Vue du village de Mijakovići, près de Vareš

La municipalité, quant à elle, est entourée par celles de Zavidovići au nord, Kakanj et Visoko à l'ouest, Breza au sud, Ilijaš au sud et au sud-est, et Olovo à l'est et au nord-est.

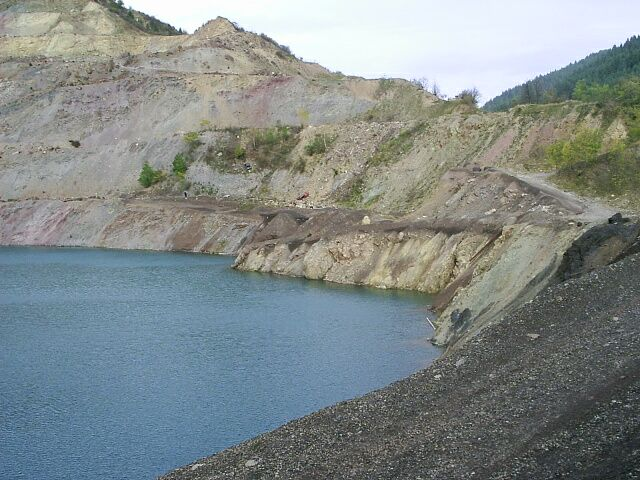
Le lac de Vareš, créé par un effondrement minier

## Climat
Le climat de Vareš est de type tempéré froid, avec une température moyenne annuelle de 8 °C ; juillet est le mois le plus chaud de l'année, avec une moyenne de 17,5 °C. Le mois le plus froid est janvier avec une moyenne de −2,3 °C. La moyenne des précipitations annuelles est de 953 mm/m2, avec les précipitations mensuelles les plus faibles en mars et les plus élevées en juin.
| Mois                                 | Janv | Fév  | Mars | Avr  | Mai  | Juin | Juil | Août | Sept | Oct  | Nov | Déc  | Année |
| ------------------------------------ | ---- | ---- | ---- | ---- | ---- | ---- | ---- | ---- | ---- | ---- | --- | ---- | ----- |
| Températures maximales moyennes (°C) | 0,7  | 3,5  | 8,1  | 12,7 | 17,6 | 20,8 | 23,7 | 23,7 | 19,9 | 13,9 | 6,7 | 2,1  |       |
| Températures moyennes (°C)           | -2,3 | -0,5 | 3,5  | 7,6  | 12,2 | 15,2 | 17,5 | 17,3 | 13,9 | 9,0  | 3,4 | -0,6 | 8,0   |
| Températures minimales moyennes (°C) | -5,3 | -4,2 | -1,1 | 2,5  | 6,8  | 9,7  | 11,4 | 11,0 | 8,0  | 4,2  | 0,2 | -3,3 |       |
| Précipitations moyennes (mm)         | 65   | 64   | 62   | 75   | 93   | 100  | 89   | 77   | 76   | 77   | 91  | 84   | 953   |

## Histoire
La forteresse royale de Bobovac a servi de résidence aux rois de Bosnie de Tvrtko Ier à Stjepan Tomaš ; elle est aujourd'hui inscrite sur la liste des monuments nationaux de Bosnie-Herzégovine.

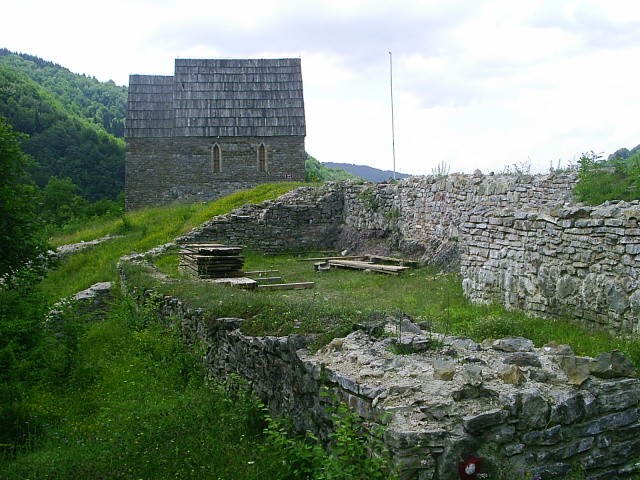
Vue de la forteresse royale de Bobovac

## Localités

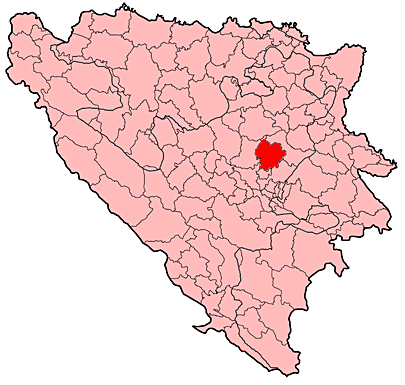
Localisation de la municipalité de Vareš en Bosnie-Herzégovine

La municipalité de Vareš compte 85 localités :
| - Bijelo Borje - Blaža - Borovičke Njive - Brda - Brezik - Brgule - Budoželje - Čamovine - Ćeće - Dabravine - Daštansko - Debela Međa - Diknjići - Donja Borovica - Donja Vijaka | - Donje Očevlje - Dragovići - Draževići - Duboštica - Gornja Borovica - Gornja Vijaka - Hodžići - Ivančevo - Javornik - Kadarići - Karići - Kokoščići - Kolonija Pržići - Kolovići - Kopališta | - Kopijari - Krčevine - Kunosići - Letevci - Ligatići - Luke - Ljepovići - Mijakovići - Mir - Mižnovići - Mlakve - Naseoci - Neprivaj - Oćevija - Okruglica | - Orah - Osoje - Osredak - Ostrlja - Pajtov Han - Pajtovići - Planinica - Pobilje - Podjavor - Pogar - Položac - Poljanice - Pomenići - Pržići - Radonjići | - Radoševići - Ravne - Rokoč - Samari - Semizova Ponikva - Seoci - Sjenokos - Slavin - Sršljenci - Strica - Striježevo - Stupni Do - Šikulje - Tisovci - Toljenak | - Tribija - Vareš - Vareš Majdan - Višnjići - Zabrezje - Zaruđe - Zubeta - Zvijezda - Žalja - Žižci |

## Démographie

### Villeintra muros

#### Évolution historique de la population dans la villeintra muros
| 1948 | 1953 | 1961  | 1971  | 1981  | 1991  | 2013  |
| ---- | ---- | ----- | ----- | ----- | ----- | ----- |
| -    | -    | 7 647 | 8 240 | 8 424 | 5 888 | 3 117 |

|  |

### Évolution historique de la population dans la municipalité
| 1961   | 1971   | 1981   | 1991   | 2013  |
| ------ | ------ | ------ | ------ | ----- |
| 22 122 | 23 523 | 22 822 | 22 203 | 9 556 |

### Répartition de la population par nationalités dans la municipalité (1991)
En 1991, sur un total de 22 203 habitants, la population se répartissait de la manière suivante :

## Politique
À la suite des élections locales de 2012, les 19 sièges de l'assemblée municipale se répartissaient de la manière suivante :
| Parti                                                               | Sièges |
| ------------------------------------------------------------------- | ------ |
| Parti d'action démocratique (SDA)                                   | 5      |
| Coalition croate pour Vareš (HDZ BiH-HSS-NHI)                       | 4      |
| Parti social-démocrate (SDP)                                        | 3      |
| Alliance pour un meilleur avenir de la Bosnie-Herzégovine (SBB BiH) | 3      |
| Parti patriotique de Bosnie-Herzégovine-Sefer Halilović (BPS)       | 2      |
| Notre parti                                                         | 1      |
| Parti croate du Droit de Bosnie-Herzégovine (HSP BiH)               | 1      |

Avdija Kovačević, membre du Parti d'action démocratique (SDA), a été élu maire de la municipalité.

## Tourisme

### Nature
La région de abrite plusieurs sites naturels inscrits sur la liste des aires protégées de Bosnie-Herzégovine. La zone de tourbières de Zvijezda et la tourbière de Đilda, sur le mont Zvijezda, figurent parmi les réserves botaniques du pays. La source de la rivière Stavnja est considérée comme un monument naturel géo-morphologique,, tout comme la cascade d'Očevlje ou la grotte de Ponikva.

### Monuments culturels

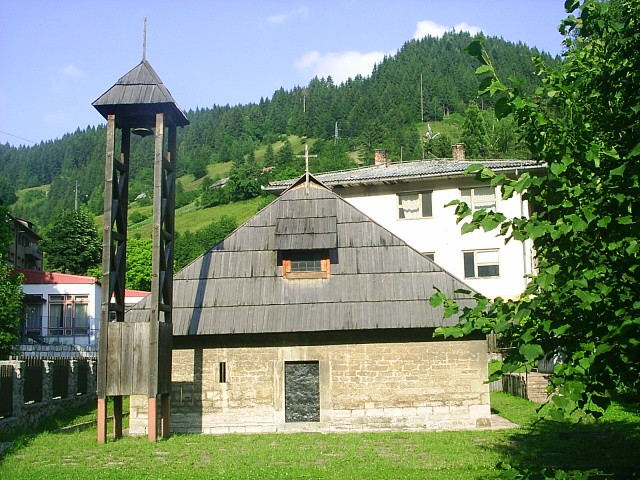
La vieille église Saint-Michel de Vareš, avant 1516

## Personnalités
- Matija Divković (1563-1631), religieux franciscain, écrivain ;
- Borislav Stjepanović (né en 1946), acteur ;
- Željko Ivanković (né en 1954), poète et écrivain ;
- Ipe Ivandić (1955-1994), musicien rock, l'un des fondateurs du groupe Bijelo dugme ;
- Slaven Stjepanović (né en 1987), footballeur.